# 周正應
周正應（？—1645年），字思怙，湖廣黃州府黃陂縣人，明朝、南明軍事人物。

## 生平
周正應是天啟元年（1621年）的舉人，擔任霍丘知縣，和弟弟、崇禎三年舉人周昌應在北京失陷後招兵買馬。弘光元年（1645年）三月，李自成派人向他招降，周正應殺死使者，並建立水寨拒守。之後周正應、周昌應戰敗，他們都自刎而死；正應妻子段氏奉姑母投水而死；弟段康明有文武才能，也在斬殺數百人後被殺。

## 引用
1. 1 2  錢海岳《南明史·卷三十六·列傳第十二》：周正應，字思怙，黃陂人。天啟元年舉於鄉。霍丘知縣。弟昌應，崇禎三年舉於鄉。彰明知縣致仕。北京亡，破產招兵。
2. ↑  錢海岳《南明史·卷三十六·列傳第十二》：弘光元年三月，李自成使來招，斬之。立水寨力拒。戰敗，正應、昌應引刀自刎死。正應妻段，奉姑水死。弟康明有文武才，斬數百人死。